# I. e. 505
Évszázadok: i. e. 7. század – i. e. 6. század – i. e. 5. század
Évtizedek: i. e. 550-es évek – i. e. 540-es évek – i. e. 530-as évek – i. e. 520-as évek – i. e. 510-es évek – i. e. 500-as évek – i. e. 490-es évek – i. e. 480-as évek – i. e. 470-es évek – i. e. 460-as évek – i. e. 450-es évek
Évek: i. e. 510 – i. e. 509 – i. e. 508 – i. e. 507 –  i. e. 506 – i. e. 505 – i. e. 504 – i. e. 503 – i. e. 502 – i. e. 501 – i. e. 500

## Események
- Római consulok: Marcus Valerius (Volusus?) és Publius Postumius Tubertus
- Küméi Arisztodémosz felmenti az etruszk Porsenna fia, Aruns által ostromlott Ariciát
- Kleandrosz türanniszt vezet be a sziciliai Gelában.

## Születések
- Bakkhülidész görög költő